# Arnières-sur-Iton
Arnières-sur-Iton ist eine französische Gemeinde mit 1.651 Einwohnern (Stand: 1. Januar 2022) im Département Eure in der Region Normandie. Sie gehört zum Arrondissement Évreux und zum Kanton Évreux-1.
Die Einwohner werden Arniérois und Arniéroises genannt.

## Geographie
Arnières-sur-Iton ist eine banlieue im Südwesten von Évreux am Iton.
Der Bahnhof der Gemeinde liegt an der Bahnstrecke Mantes-la-Jolie–Cherbourg.

### Nachbargemeinden
Umgeben ist Arnières-sur-Iton von den Nachbargemeinden Saint-Sébastien-de-Morsent im Nordwesten und Norden, Évreux im Nordosten und Osten, Angerville-la-Campagne im Südosten, Les Baux-Sainte-Croix im Süden, Les Ventes im Südwesten sowie Aulnay-sur-Iton im Westen.

## Bevölkerungsentwicklung
| Jahr                       | 1962 | 1968 | 1975 | 1982 | 1990 | 1999 | 2006 | 2019 |
| Einwohner                  | 1063 | 1132 | 1209 | 1443 | 1571 | 1500 | 1628 | 1676 |
| Quellen: Cassini und INSEE |      |      |      |      |      |      |      |      |

## Sehenswürdigkeiten

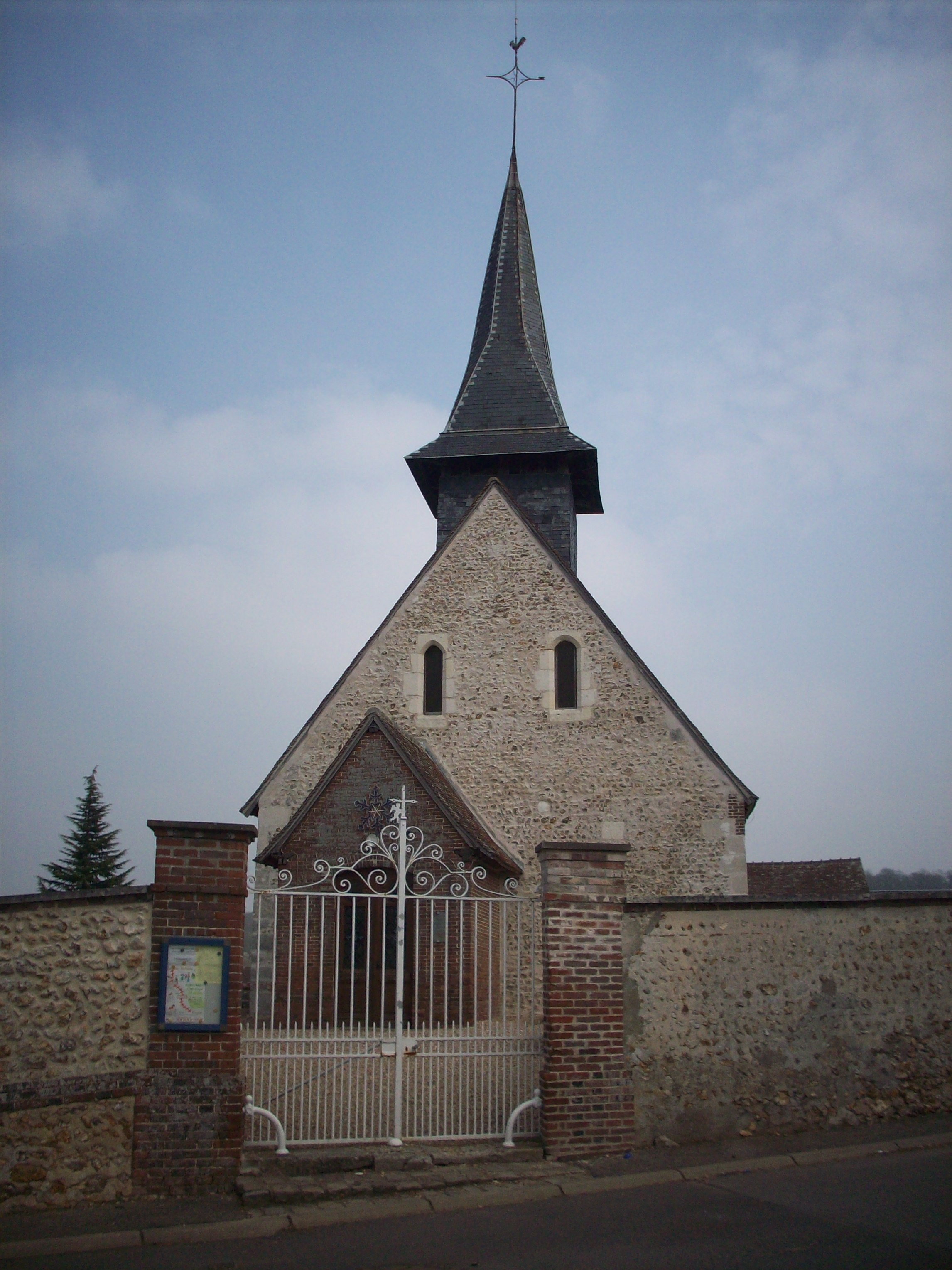
Kirche Saint-Martin

- Kirche Saint-Martin

## Persönlichkeiten
- Patrick Dehornoy (1952–2019), Mathematiker